# Brugnetto
Brugnetto is een plaats (frazione) in de Italiaanse gemeente Senigallia / Ripe, provincie Ancona, en telt ongeveer 1200 inwoners.